# 12-я танковая дивизия СС «Гитлерюгенд»
12-я танковая дивизия СС «Гитлерюгенд» (нем. 12. SS-Panzer-Division „Hitlerjugend“) — тактическое соединение войск СС нацистской Германии, использовавшееся на Западном и Восточном фронтах. Большинство военнослужащих дивизии составляли члены нацистской молодёжной организации «Гитлерюгенд».

## Формирование и обучение

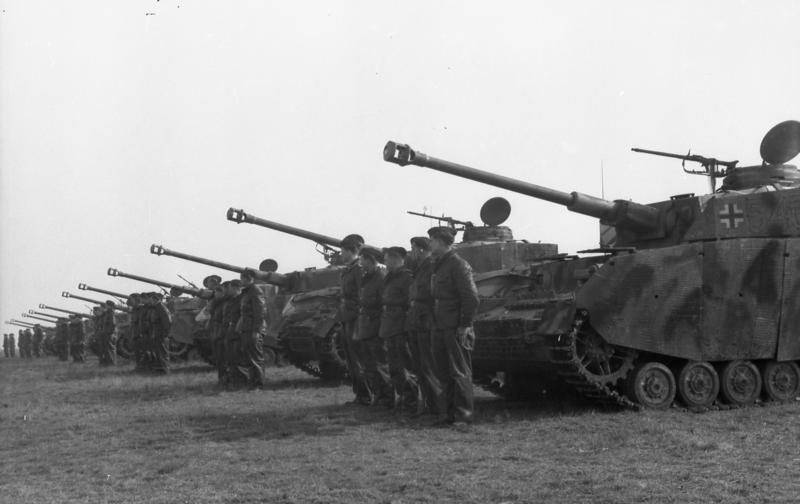
Построение танкистов дивизии во время инспекции её генерал-фельдмаршалом Гердом фон Рундштедтом, Франция, январь 1944 года.

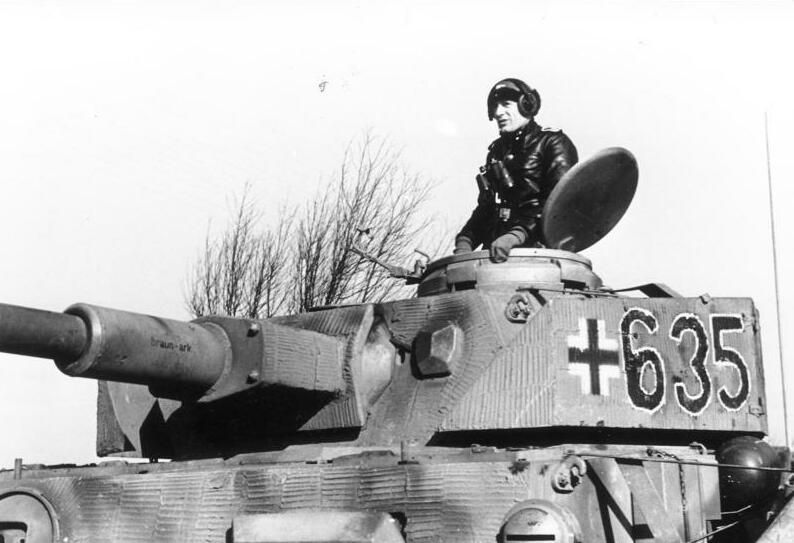
Танк из состава 12-й тд СС, Бельгия, 1943 год.

В январе 1943 года группенфюрер СС Готтлоб Бергер, начальник Главного управления СС и ответственный за набор добровольцев в войска СС, выдвинул идею создания дивизии из членов молодёжной организации «Гитлерюгенд». Лидеры германской молодёжи с энтузиазмом ухватились за эту идею, а вождь гитлерюгенда Артур Аксман в январе 1943 г. обратился к Генриху Гиммлеру с официальным запросом создать дивизию из молодёжи 1926 года рождения.
10 февраля 1943 г. Гиммлер изложил эту идею фюреру, и Гитлер дал своё принципиальное согласие, несмотря на то, что возраст потенциальных добровольцев был меньше обычного призывного возраста (возраст — 17 лет, ранее для добровольцев, поступавших в СС, существовал возрастной ценз в 23 года). Гиммлер обязался перевести в новую дивизию всех офицеров войск CC, имевших офицерский ранг в организации гитлерюгенд.
По плану, в новую дивизию должны были приниматься добровольцы, рождённые в первой половине 1926 г. Минимальный рост для пехотинца был определен 170 см, для танкистов, мотоциклистов и прочих служб — 168 см (при этом минимальный рост для зачисления в «Лейбштандарт» был определен в 180 см). В эту дивизию надлежало принимать только лучших кандидатов, в достаточной степени отличавшихся национал-социалистическим рвением и безоглядной преданностью фюреру. Желающие должны быть годными к строевой службе, причём предпочтение отдавалось юношам, награждённым знаком «За достижения в гитлерюгенде». Все отобранные добровольцы должны были пройти шестинедельный курс обучения в тренировочных полувоенных лагерях.
24 июня 1943 г. группенфюрер CC Ганс Юттнер подписал приказ, в котором были изложены основные принципы создания дивизии. В этом приказе говорилось, что формирование дивизии будет проходить на полигоне Беверлоо (северо-западнее Брюсселя). Первые добровольцы прибыли в учебные лагеря в начале июля 1943 г. В конце июля их насчитывалось уже почти 10 000 человек. Большой проблемой было и получение необходимого костяка из опытных солдат. Так, даже предварительного заявленного числа в 600 офицеров и унтер-офицеров — лидеров гитлерюгенда, служивших в войсках СС, достичь не удалось, поскольку одновременно шло формирование дивизий СС «Гогенштауфен» и «Фрундсберг», куда тоже требовалось большое число офицеров, и значительное их число было направлено туда.
Задача поставлять для новой дивизии командные кадры была возложена на моторизованную дивизию СС «Лейбштандарт СС Адольф Гитлер» — это лишний раз подтверждало стремление руководства СС сформировать элитарную дивизию. Всего в «Гитлерюгенд» были переведены около тысячи солдат и офицеров дивизии СС «Лейбштандарт», которые должны были не только помочь в обучении новобранцев, но и составить кадровый костяк новой дивизии. Из-за этого дивизию СС «Гитлерюгенд» часто называли дочерним формированием «Лейбштандарта».
31 июля 1943 г. командиром дивизии был назначен оберфюрер СС Фриц Витт, кавалер Рыцарского креста с Дубовыми листьями, бывший командир l-го моторизованного полка СС дивизии «Лейбштандарт СС Адольф Гитлер». По конкурсу был установлен отличительный знак дивизии, на котором руна Совило (символ организации «Гитлерюгенд») перекрещивалась с отмычкой (знаком 1-й дивизии СС «Лейбштандарт СС Адольф Гитлер», который возник от фамилии её первого командира Йозефа Дитриха (нем. Dietrich — отмычка)).
Изначально дивизию CC «Гитлерюгенд» формировали как моторизованную. Тем временем 22 октября 1943 г. дивизия СС «Лейбштандарт» была реорганизована в танковую дивизию. После этого главный инспектор бронетанковых войск генерал-полковник Гудериан, посетивший дивизию «Гитлерюгенд» с проверкой, подал запрос о её реорганизации в танковую дивизию. Он мотивировал это тем, что 1-й танковый корпус СС «Лейбштандарт», куда входили обе эти дивизии, должен был иметь однородный состав. Его ходатайство поддержал Гитлер, и, следовательно, оно было удовлетворено необычайно быстро — уже 30 октября 1943 г. Главное оперативное управление СС отдало соответствующий приказ. С этого момента моторизованная дивизия СС «Гитлерюгенд» стала именоваться 12-я танковая дивизия СС «Гитлерюгенд». Моторизованные пехотные полки новой танковой дивизии получили номера 25 и 26, а все остальные части дивизии — номер 12.
В составе дивизии было два моторизованных пехотных полка, танковый и артиллерийский полки, а также различные вспомогательные и тыловые подразделения. 1 апреля 1944 года части дивизии были переведены в Нормандию. В Нормандии они были расположены гарнизонами в различных стратегически важных пунктах. После открытия Второго фронта в Нормандии дивизия была сконцентрирована в районе Дре, а затем переброшена к Кану.

## Участие в боевых действиях

### Бои в Нормандии

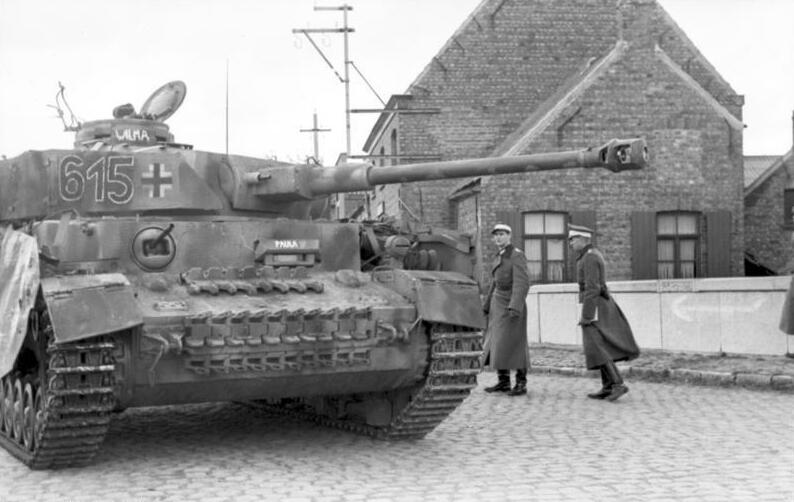
PzKpfw IV дивизии с башенным номером 615 (на люке башни слово Вильма). Бельгия/Франция, 1944 год.

6 июня 1944 года операцией «Оверлорд» англо-американские войска начали вторжение в Нормандию. 12-я дивизия СС «Гитлерюгенд» вместе с 21-й танковой дивизией были ближайшими к месту высадки танковыми частями. Однако, вследствие налётов на них авиации противника, они достигли места боя только около 22 часов вблизи Эвреси.
7 июня части дивизии контратаковали высадившегося противника в районе дороги Кан — Байё. Вопреки всем надеждам, опрокинуть неприятеля в море не удалось, и части дивизии втянулись в кровавые бои с канадскими частями. 25-му моторизованному полку СС под командованием штандартенфюрера СС Курта Мейера совместно с 12-м танковым полком СС удалось успешно отразить атаку канадцев, у которых было уничтожено 28 танков, а пехотный полк «Горцы Новой Шотландии» понёс тяжёлые потери. При этом потери самой дивизии составили 6 человек. В ходе этой операции солдатами дивизии в Арденнском аббатстве было убито 20 канадских военнопленных.
8 июня 26-й моторизованный полк СС под командованием оберштурмбаннфюрера СС Вильгельма Монке достиг позиции западнее полка Мейера. Полк нанёс удар в направлении Сен-Манвьё-Норре и захватил стретегически важную деревню.
14 июня корабли флота Великобритании обстреляли позиции войск дивизии в Венуа, при этом был убит командир дивизии Фриц Витт, уже получивший к тому моменту звание бригадефюрера СС. Его место занял Курт Мейер, ставший самым молодым командиром дивизии Второй мировой войны (33 года). Мейер был позже обвинён в совершении военных преступлений, так как требовал от своих частей не брать пленных.
Дивизия получила приказ захватить Кан в течение следующих четырёх недель, хотя противник значительно превосходил её количественно, а поддержка с воздуха отсутствовала.
В первые недели июля дивизия понесла тяжёлые потери. Поэтому Мейер проигнорировал приказ держать северную границу Кана и отступил с остатками своих войск к югу. К этому времени дивизия потеряла убитыми 4 тысячи человек, 8 тысяч ранеными и большое количество пропавшими без вести.

### Отход
В июле 1944 года части дивизии отошли к реке Орн, после чего участвовали в обороне города Кан и его предместий. Затем дивизия оборонялась на обоих берегах реки Орн. В начале августа она была отведена в район севернее города Фалез. В течение августа части дивизии входили в состав трёх различных боевых групп, возглавляемых офицерами 1-го танкового корпуса СС и дивизии «Лейбштандарт».

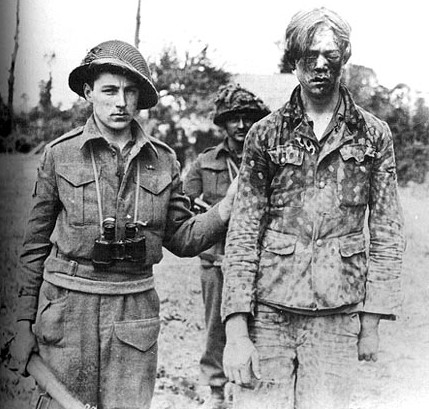
Панцергренадер дивизии, взятый в плен канадской разведротой в ходе битвы за Кан. 9 августа 1944 г.

К 17 августа, севернее города Фалез, главные силы дивизии попали в Фалезский котёл. 29 августа остаткам дивизии удалось вырваться из окружения, при этом потеряв с 6 июня около 9 тысяч человек, почти все танки и большую часть тяжёлого оружия и снаряжения. До сентября личный состав уменьшился ещё на 2 тысячи человек и составлял около 3 тысяч человек. Сам Мейер был взят в плен 6 сентября бельгийскими партизанами, вследствие чего командование дивизией принял его однофамилец оберштурмбаннфюрер СС Хуберт Мейер.
Продолжая отступление, дивизия прошла через Вьельсальм и Мальмеди. Достигнув «Линии Зигфрида», она приняла участие в обороне канала и района Айфель. В начале октября танковая группа была отведена в Плеттенберг, а в конце октября она была собрана в Бассуме, где начала восстановление.

### Переформирование
В ноябре 1944 года дивизия была переведена в Нинбург, где ввиду своего фактического уничтожения, была практически сформирована заново. На должности командира дивизии оберштурмбаннфюрер СС Хуберт Мейер был заменён (на короткий промежуток времени) бригадефюрером СС Фрицем Кремером, а позднее, командование дивизией принял штандартенфюрер СС Хуго Краас.

### Операция в Арденнах
В конце ноября 1944 года дивизия была отправлена на запад от Кёльна, где была придана 6-й танковой армии СС под командованием оберстгруппенфюрера СС Зеппа Дитриха для участия в операции «Вахта на Рейне». Перед началом наступления дивизия (19 700 человек) была разделена на четыре боевые группы.
Операция в Арденнах, начавшаяся 16 декабря 1944 года, несмотря на все усилия, не достигла поставленной задачи — прорвать оборону противника. 24 декабря танковые группы дивизии пошли в наступление. Они сражались за Кринкельт, Бюллинген, Бютгенбах и Бастонь. К 18 января 1945 года, как и другие немецкие части, дивизия была оттеснена на исходные позиции.

### Венгрия и Австрия
20 января 1945 года 6-я танковая армия СС, со входящей в её состав дивизией «Гитлерюгенд», получила приказ о передислокации в восточную Венгрию, чтобы принять участие в боях за Будапешт, где в окружение попали 45 тысяч человек 9-го горного корпуса СС. Переброска частей началась 2 февраля, а уже 4 февраля первые подразделения дивизии прибыли в район южнее Кольты. 5 февраля дивизия перешла в наступление у города Гран на Дунае, но к концу месяца плацдарм у Грана был ликвидирован Красной армией.
Затем танковая дивизия СС «Гитлерюгенд» участвовала в боях за Парижский канал, Барт и Бени.
С 6 по 15 марта 1945 года дивизия приняла участие в операции «Весеннее пробуждение», в ходе которой Германия планировала вернуть себе нефтяные месторождения. Части дивизии действовали недалеко от восточной части озера Балатон. Поскольку Гитлер стремился держать в тайне подготовку к операции и приказал не проводить разведку предстоящего театра военных действий до начала наступления, после начального успеха немецкая операция была прервана советским контрнаступлением.
После 15 марта дивизия «Гитлерюгенд» начала отступление по маршруту Веспрем — Папа — Раба. Перейдя Рабу и Шопрон, остатки дивизии ускоренным маршем двинулись вглубь Австрии, навстречу наступающим американским войскам. Пройдя Энс, остатки дивизии сдались войскам 65-й пехотной дивизии 7-й американской армии 8 мая 1945 года.

## Организация
- 12-й танковый полк СС (SS-Panzer-Regiment 12)
- 25-й моторизованный полк СС (SS-Panzergrenadier-Regiment 25)
- 26-й моторизованный полк СС (SS-Panzergrenadier-Regiment 26)
- 12-й артиллерийский полк СС (SS-Panzer-Artillerie-Regiment 12)
- 12-й зенитный артиллерийский дивизион СС (SS-Flak-Abteilung 12)
- 12-й реактивный артиллерийский дивизион СС (SS-Werfer-Abteilung 12)
- 12-й противотанковый артиллерийский дивизион СС (SS-Panzerjäger-Abteilung 12)
- 12-й разведывательный батальон СС (SS-Panzer-Aufklärungs-Abteilung 12)
- 12-й сапёрный батальон СС (SS-Panzer-Pionier-Bataillon 12)
- 12-й батальон связи СС (SS-Panzer-Nachrichten-Abteilung 12)
- 12-й ремонтно-восстановительный батальон СС (SS-Instandsetzungs-Abteilung 12)
- 12-й батальон материального обеспечения СС (SS-Nachschubtruppen 12)
- 12-й санитарный батальон СС (SS-Sanitäts-Abteilung 12)
- 12-й батальон продовольственного обеспечения СС (SS-Wirtschafts-Bataillon 12)
- 12-й батальон административного управления СС (SS-Verwaltungstruppen-Abteilung 12)
- 12-й полевой запасной батальон СС (SS-Feldersatz-Bataillon 12)
- 12-я рота полевой жандармерии СС (SS-Feldgendarmerie-Kompanie 12)
- 12-й взвод военных корреспондентов СС (SS-Kriegsberichter-Zug (mot.) 12)
- 12-е почтовое отделение СС (SS-Feldpostamt (mot.) 12)

## Командиры
- Бригадефюрер СС и генерал-майор войск СС Фриц Витт (24 июня 1943 — 14 июня 1944)
- Бригадефюрер СС и генерал-майор войск СС Курт Мейер (14 июня — 6 сентября 1944)
- Оберштурмбаннфюрер СС Хуберт Мейер (6 сентября — 24 октября 1944)
- Бригадефюрер СС и генерал-майор войск СС Фриц Кремер (24 октября — 13 ноября 1944)
- Бригадефюрер СС и генерал-майор войск СС Хуго Краас (13 ноября 1944 — 8 мая 1945)

## Награждённые Рыцарским крестом Железного креста

### Рыцарский крест Железного креста (15)
- Вильгельм Монке — 11 июля 1944 — оберштурмбаннфюрер СС, командир 26-го моторизованного полка СС
- Карл-Хайнц Принц — 11 июля 1944 — штурмбаннфюрер СС, командир 2-го батальона 12-го танкового полка СС
- Эрих Олбётер — 28 июля 1944 — штурмбаннфюрер СС, командир 3-го (бронированного) батальона 26-го моторизованного полка СС
- Эмиль Дюрр — 23 августа 1944 — унтершарфюрер СС, командир орудия в 4-й (тяжёлой) роте 26-го моторизованного полка СС
- Ганс Зигель — 23 августа 1944 — гауптштурмфюрер СС, командир 8-й роты 12-го танкового полка СС
- Ганс Вальдмюллер — 27 августа 1944 — штурмбаннфюрер СС, командир 1-го батальона 25-го моторизованного полка СС
- Рудольф Рой — 16 октября 1944 — обершарфюрер СС, командир взвода 1-й батареи 12-го противотанкового артиллерийского дивизиона СС
- Георг Хурдельбринк — 16 октября 1944 — оберштурмфюрер СС, командир 1-й батареи 12-го противотанкового артиллерийского дивизиона СС
- Арнольд Юргенсен — 16 октября 1944 — штурмбаннфюрер СС, командир 1-го батальона 12-го танкового полка СС
- Бернхард Краузе — 18 ноября 1944 — штурмбаннфюрер СС, командир 1-го батальона 26-го моторизованного полка СС
- Рихард Рудольф — 18 ноября 1944 — обершарфюрер СС, командир взвода 12-го танкового полка СС
- Фриц Экштайн — 18 ноября 1944 — роттенфюрер СС, наводчик в 1-й батарее 12-го противотанкового артиллерийского дивизиона СС
- Зигфрид Мюллер — 19 декабря 1944 — штурмбаннфюрер СС, командир 25-го моторизованного полка СС
- Вернер Дамш — 17 апреля 1945 — гауптштурмфюрер СС, командир 1-го батальона 25-го моторизованного полка СС
- Оскар Дрекслер — 6 мая 1945 — оберштурмбаннфюрер СС, командир 12-го артиллерийского полка СС (награждение не подтверждено)

### Рыцарский крест Железного креста с Дубовыми листьями (2)
- Макс Вюнше (№ 548) — 11 августа 1944 — оберштурмбаннфюрер СС, командир 12-го танкового полка СС
- Герхард Бремер (№ 668) — 26 ноября 1944 — штурмбаннфюрер СС, командир 12-го разведывательного батальона СС

### Рыцарский крест Железного креста с Дубовыми листьями и Мечами (1)
- Курт Мейер (№ 91) — 27 августа 1944 — штандартенфюрер СС, командир 12-й танковой дивизии СС «Гитлерюгенд»